# Air Macau
Air Macau Company Limited (en chino: 澳門航空) es una aerolínea con base en Macao. Es la compañía de bandera de Macao, que opera vuelos a doce destinos de China, así como vuelos internacionales regulares. Su principal base de operaciones es el Aeropuerto Internacional de Macao.

## Historia
La aerolínea fue fundada el 13 de septiembre de 1994, y comenzó sus operaciones comerciales el 9 de noviembre de 1995, con un vuelo de Macao a Pekín y Shanghái (antes de 1995, no había vuelos a Macao aparte de los de helicóptero). Se iniciaron los vuelos a Pekín, Shanghái y Taipéi el 8 de diciembre de 1995. El primer servicio de carga fue inaugurado el 7 de octubre de 2002, entre Taipéi y Shenzhen vía Macao. Air Macau es propiedad de China National Aviation (CNAC) (51%), TAP Portugal (20%), STDM (14%), Eva Air (5%), el Gobierno de Macao (5%) e inversores de Macao (5%) y emplea a 1.023 personas  (en marzo de 2007).

## Flota

### Flota Actual

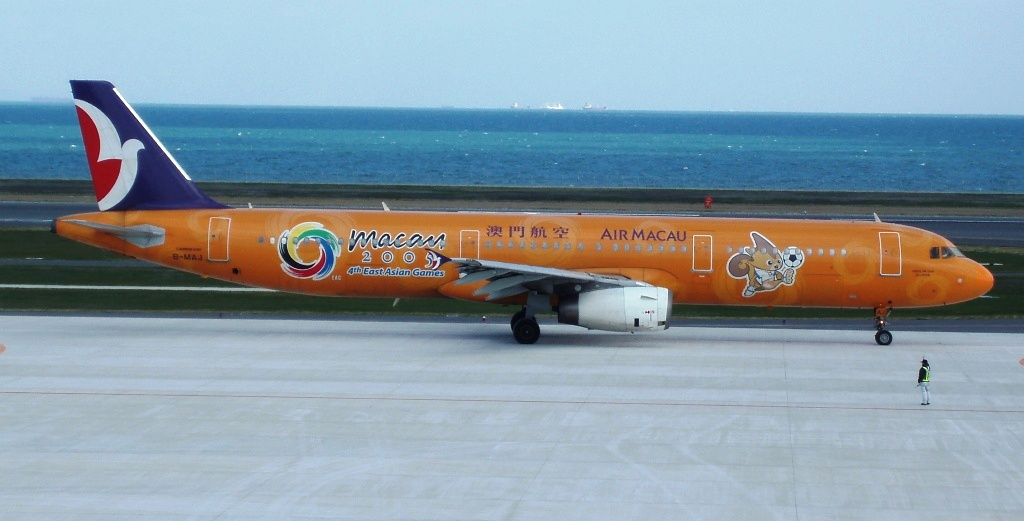
Airbus A321 de Air Macau.

La flota de pasajeros de Air Macau consiste de las siguientes aeronaves con una edad promedio de 7 años (en mayo de 2023):

## Estrecho de Taiwán
Más del 70% de los ingresos de Air Macau provienen del cruce de pasajeros del estrecho de Taiwán a Macao. Cada semana, Air Macau oferta 72 vuelos regulares por sentido entre Macao y Taipéi y 28 vuelos regulares por sentido entre Macao y Kaohsiung.
Air Macau ofrece vuelos de pasajeros entre Taiwán y Pekín, Shanghái, Xiamen, y otras ciudades de la región china.